# Кросс, Густав Густавович

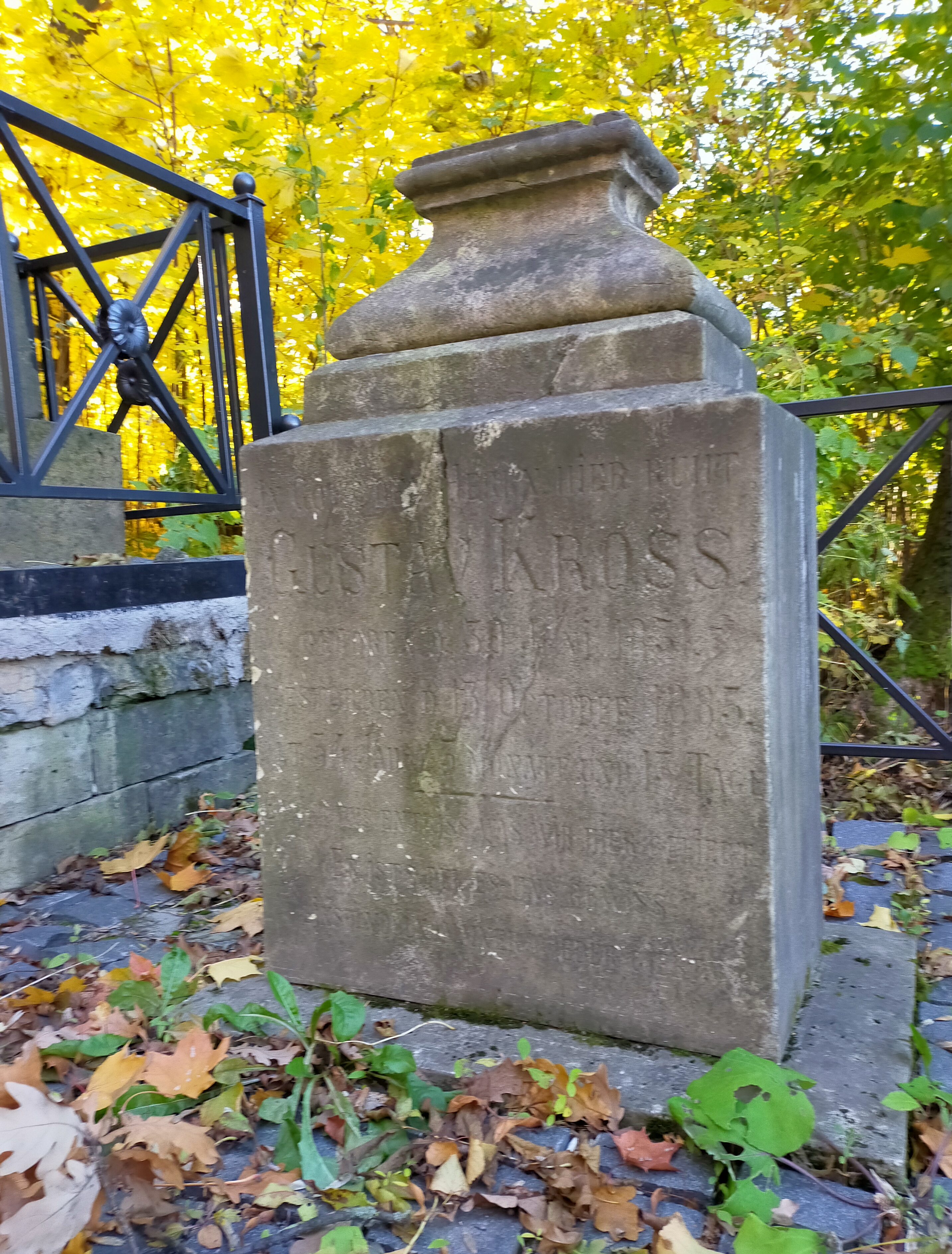
Могила Г. Г. Кросса, Волковское лютеранское кладбище

Густа́в Густа́вович Кросс (1831, Санкт-Петербург — 1885, Санкт-Петербург) — русский пианист и педагог.

## Биография
Родился в Санкт-Петербурге 30 июня (12 июля) 1831 года. В 1850 году окончил Ларинскую гимназию, затем — Санкт-Петербургский университет.
Служил в Министерстве финансов до 1862 года. В это период учился игре на фортепиано у Адольфа Гензельта и поступил в музыкальные классы Русского музыкального общества. После открытия Санкт-Петербургской консерватории оставил службу и продолжил обучение в ней у А. Г. Рубинштейна и А. Гензельта; теорию изучал у Н. И. Зарембы. Консерваторию окончил в 1865 году — первый выпуск — вместе с П. И. Чайковским). Уже с 1867 года вёл в консерватории класс фортепиано, с 1871 года — профессор. Среди его известных учеников были В. В. Демянский и А. Д. Орнатская.
С сольными концертами выступал с 1850-х годов. Впервые исполнил в России ряд фортепианных концертов, в том числе Первый концерт Чайковского — 1 ноября 1875 года, спустя неделю после мировой премьеры в Бостоне; дирижировал Эдуард Направник. Исполнение Кросса было по всем отзывам отвратительным; Чайковский назвал его «ужасной какофонией»; критики были столь же негативны, но они больше указывали на качество самого концерта. Затем Чайковский выбрал Сергея Танеева для московской премьеры и был так доволен результатом, что Танеев впервые исполнил следующие произведения Чайковского для фортепиано с оркестром и его фортепианное трио ля минор.
Умер 13 (25) октября 1885 года. Похоронен на Волковском лютеранском кладбище.